# Memento z banalnym tryptykiem
Memento z banalnym tryptykiem – album studyjny polskiej grupy rocka progresywnego SBB.
Podczas nagrywania albumu zespół wspomogli drugi gitarzysta, Sławomir Piwowar, a także brat Józefa Skrzeka, Jan, grający na harmonijce ustnej.
Klamrę całej płyty stanowią fragmentu z walca „Pochwały kobiet” (Lob der Frauen) Johann Straussa.
Album był kilkakrotnie wznawiany na CD, między innymi przez wydawnictwa Metal Mind Productions i Yesterday.
Był to ostatni album zespołu, zamykający jego działalność przed rozpadem w 1980 r., aczkolwiek zespół był w późniejszych czasach kilkakrotnie reaktywowany.

## Lista utworów
Album zawiera:
1. „Moja ziemio wyśniona” (J. Skrzek – J. Matej) – 8:39
2. „Trójkąt radości” (S. Piwowar) – 7:47
3. „Strategia pulsu” (J. Piotrowski, A. Anthimos) – 3:29
4. „Memento z banalnym tryptykiem” (J. Skrzek – J. Matej) – 20:56
5. „Z których krwi krew moja”[a] (J. Skrzek – J. Matej) – 10:40

## Skład zespołu
Twórcami albumu są:
- Józef Skrzek – instrumenty klawiszowe (fortepian, polymoog, minimoog, micromoog, sonicsix moog, organy Hammonda, clavinet, davolishint, piano Fender, concert spectrum), kontrabas, banjo, cowbell, śpiew
- Apostolis Anthimos – gitara akustyczna, gitara elektryczna
- Jerzy Piotrowski – perkusja, instrumenty perkusyjne
- Sławomir Piwowar – gitara akustyczna, gitara elektryczna, clavinet, piano Fender
- Jan Skrzek – harmonijka ustna